# 一声叹息
一声叹息是一部於2000年上映的以婚外恋為題材的中国大陆电影，由冯小刚执导，王朔编剧，张国立、刘蓓、徐帆和傅彪主演。該电影曾在开罗电影节上获得5项大奖。電影講述的是影视编剧梁亚洲和妻子宋晓英、情人兼情人李小丹的三角关系。 梁亚洲的外遇被宋晓英發現後夫妻分居，後來宋晓英摔傷，梁亚洲又回到妻子身邊照顧。

## 演員
- 张国立 饰
- 刘蓓 饰 李小丹
- 徐帆 饰 宋晓英
- 傅彪 饰  刘大为